# Orange de Jaffa
Espèce
Shamouti, l'orange de Jaffa, l'orange de Palestine est une famille de cultivars d'orange douce réputée pour son excellente qualité gustative et son gros fruit ovale bien coloré. Elle a connu un apogée aux XIXe et XXe siècles.

## Dénomination
Orange de Jaffa, Jaffa orange en anglais est la dénomination le plus fréquente. Orange 'Laffaoui' était employé au Liban et en Syrie, 'Yafa', 'Yafawi' (اليافاوي (al yafawy)), 'Yaffaoui', 'Yaffaoui Chamouti' sont mentionnés.

Arabe شموطي (shumuti), برتقال شموطي (burtuqal shamutiun). Jacob David Oppenheim nomme C. sinensis var. Shamouti ('Jaffa orange') en 1928, il se réfère au Congrès international des orientalistes à Genève de 1894. C.A. Krug le reprend en 1942 «tétraploid orange à 9 chromosomes, 'Shamouti orange'». Il ne devient fréquent dans la littérature numérisée qu'à partir de 1950. Le nom de Shamouti aurait été donné à l'orange à cause de sa forme ovale qui rappelle celle des lampes à huile ovales utilisées autrefois localement. Shamouti est parfois orthographié au féminin.

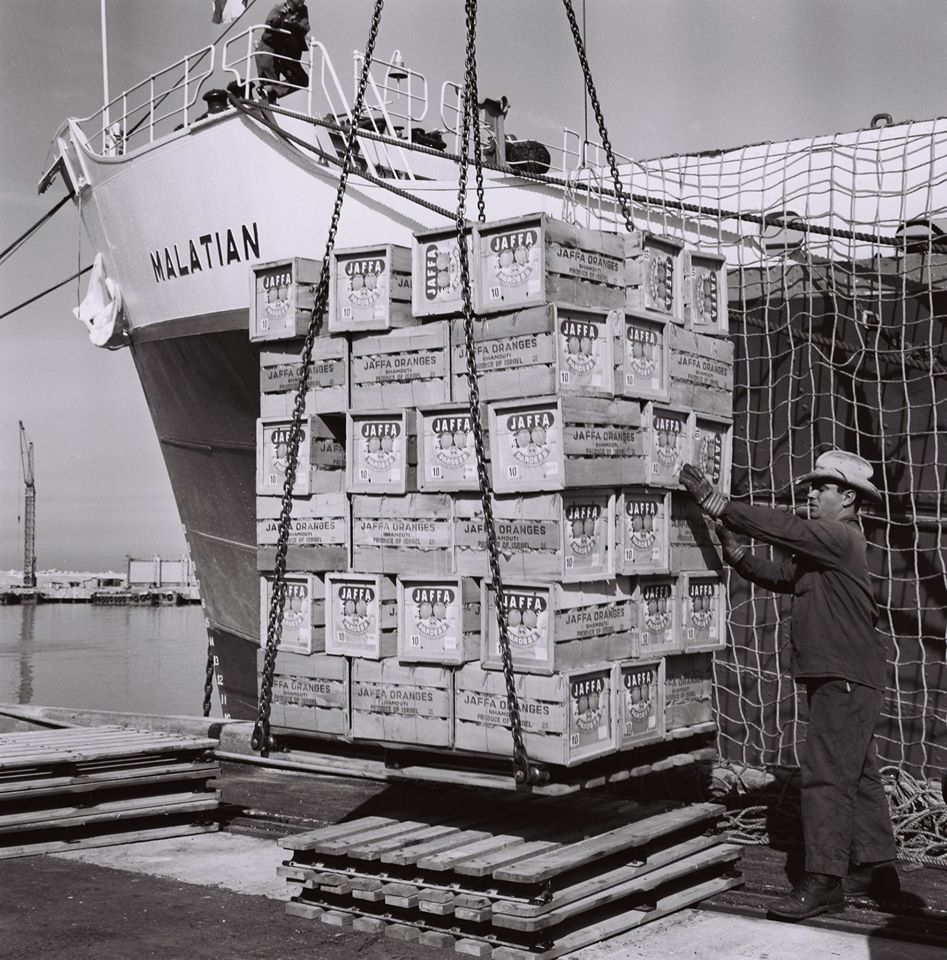
Chargement des caisses d'orange au port d'Ashdod (1965)

## Histoire

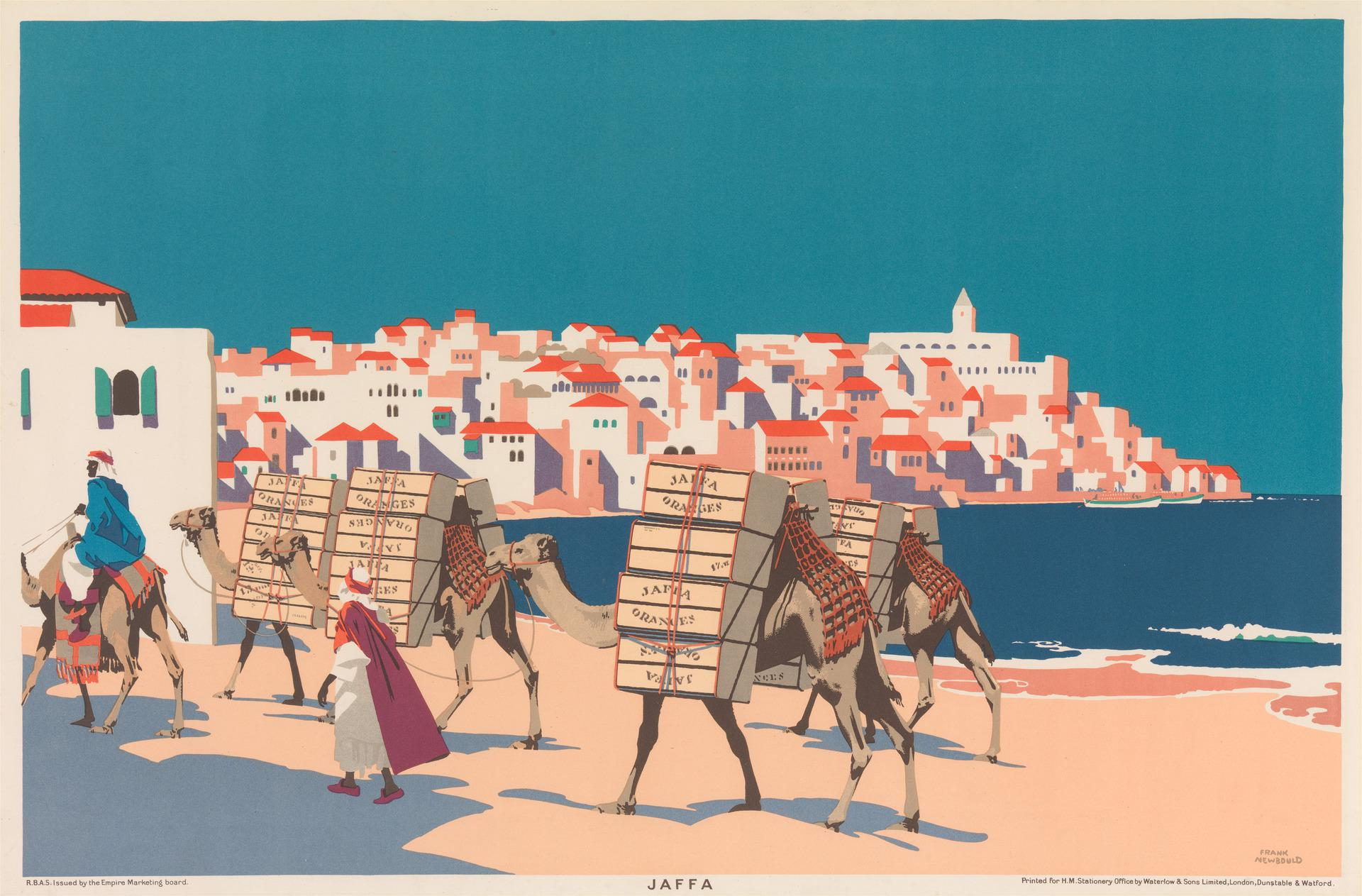
Frank Parkinson Newbould. Jaffa Oranges. 1929

En 1812 le Foreign Office Confidential Print Eastern Affairs rapporte que l'administration ferroviaire et le transport maritime mettent en place une infrastructure de transport d'oranges de Jaffa et son commerce à l'exportation. A cette époque la plus grande partie des oranges est cultivée en Grèce et au Moyen-Orient à Candia, en Syrie et dans les environs de Jaffa sur une mince bande littorale au climat doux («je ne connais aucune culture étendue et réussie à plus de quatre milles de la mer»). Le marché britannique de l'orange est fortement demandeur (le Royaume-Uni importe en 1823 8 millions de quintaux d'oranges principalement d'Espagne. Il cherche à promouvoir la  production en zone irrigable à présence britannique: Palestine, Afrique du Sud et Australie.
Selon J. D. Oppenheim (1927) le cultivar serait apparu avant 1844 près de Jaffa d'une variété locale ou 'Baladi'  (C. sinensis var. baladi), Catherine Lucas écrit que 'Baladi' est une orange commune verte (une Valencia) alors que 'Shamouti' plus colorée est celle qui était exportée.

### Un fruit adapté à l'exportation par bateau
Le fruit est particulièrement gros et de forme ovale allongée (ce qui facilite l'emballage) déprimé au sommet, la peau a une couleur rouge davantage qu'oranger et est très épaisse, ce qui lui permet de supporter les longs voyages et la rend facile à peler. La pulpe, avec 3 ou 4 graines est douce et aromatique.

#### Un gros fruit
En 1856 Émilien Frossard (Lettres écrites d'Orient) parle d'un diner à Constantinople «avec entre autres curiosités, deux plats apprêtés dans la cuisine du Grand Sultan: entremets sucrés, puis des oranges de Jaffa de grosseur monstrueuse». Eugène Vavin (1869) donne comme circonférence de l'orange de Jaffa 34 cm (environ 11 cm de diamètre) sur 13 cm de hauteur, des photographies confirment qu'il existait des très gros fruits.
Le Bulletin de la Chambre d'agriculture de Rabat en 1938 indique «Les oranges de Jaffa sont emballées en caisses d’un poids brut d’environ 30 à 38 kg et contiennent de 120 à 240 oranges par caisse, selon le calibre des fruits». Les travaux brésilien (2018) sur la taille du fruit en fonction du porte-greffe donnent des diamètres plus faibles autour de 7 cm.
La croissance en circonférence de Shamouti suit une courbe logarithmique contrairement à la courbe de croissance en volume (sigmoïde), elle continue de pousser en hiver pendant les mois froids de janvier et février.

### Une réputation d'excellence
En 1867, Olympe Audouard mentionne le commerce des belles oranges de Jaffa qui  «sont réputées dans le monde entier». À partir de 1870 l'orange de Jaffa est un succès commercial largement exporté (Turquie Ottomane, Russie, Grande-Bretagne qui absorbe 75 % de la production en 1907, puis dans le monde entier). L'orange de Jaffa est alors mise en culture dans de nombreux pays producteurs, Maghreb, Liban, Turquie, Chypre, Californie (1920).
En 1935-1937 l'orange de Jaffa représente 79 % des exportations palestiniennes, le verger est planté pour 90 % de Shamouti  et le reste en Valencia, Beledi et Navel. Jean Gottmann (1935) décrit le fruit de la «Shamouti, vulgairement appelée orange de Jaffa comme une orange très originale que l'on ne retrouve nulle part ailleurs dans le monde : de très grande taille, de forme ovale, sans pépins, légèrement acide, mais très sucrée, parfumée d'un arome délicat, elle mérite sa réputation de fruit de luxe». La notoriété de Shamouti comme excellent fruit de table n'a jamais été mise en cause jusqu'à nos jours.

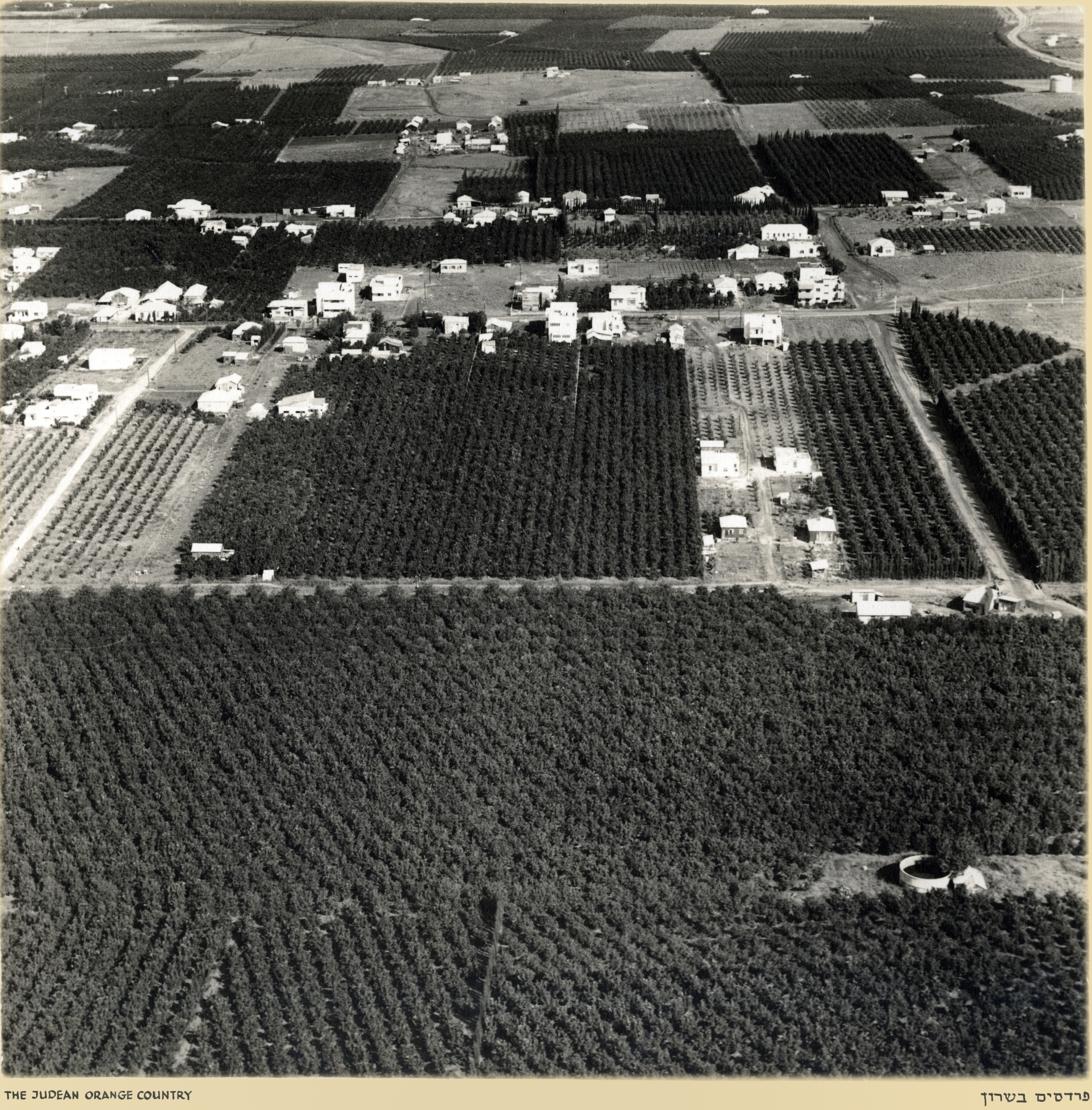
Orangeraie en Judée 1937-38

### L'apogée des années 1920-1930
La culture des agrumes devient majoritaire avec une accélération à partir de 1935. La Station expérimentale de Rehovoth est créée en 1934 pour la recherche sur la variété Shamouti. La Grande-Bretagne importe massivement les Shamouti. Après la seconde guerre mondiale et malgré une aide publique visant à quasi doublement du verger d'oranger et une mécanisation de tous les stades de production, la baisse de la demande britannique (concurrence des grapefruits C. paradisi) Israël ne retrouve pas le niveau de production antérieur. L'orange de Jaffa est désormais produite partout, l'Egypte, la Grèce, Chypre banalise le fruit. Les Etats-Unis, le Brésil et les navels (Baia = Washington navel), l'Espagne (avec ses Salustiana, Navelina etc.) puis les Navels précoces (Newhall) et tardives qui dominent nettement un marché mondialisé. En Palestine, la superficie plantée en orangers atteint un sommet dans les années 1970, Shamouti représente la moitié du verger qui va décliner pour diverses causes dont la disponibilité de l'eau.
En 2015, National Geographic consacre un article à un agrumiculteur de 87 ans qui s'acharne à cultiver de shamouti en Israël alors que cette culture est abandonnée. Fruittrop donne 1 400 ha en 2014. En 2020, la surface en culture était de 24 ha à Gaza

## Description

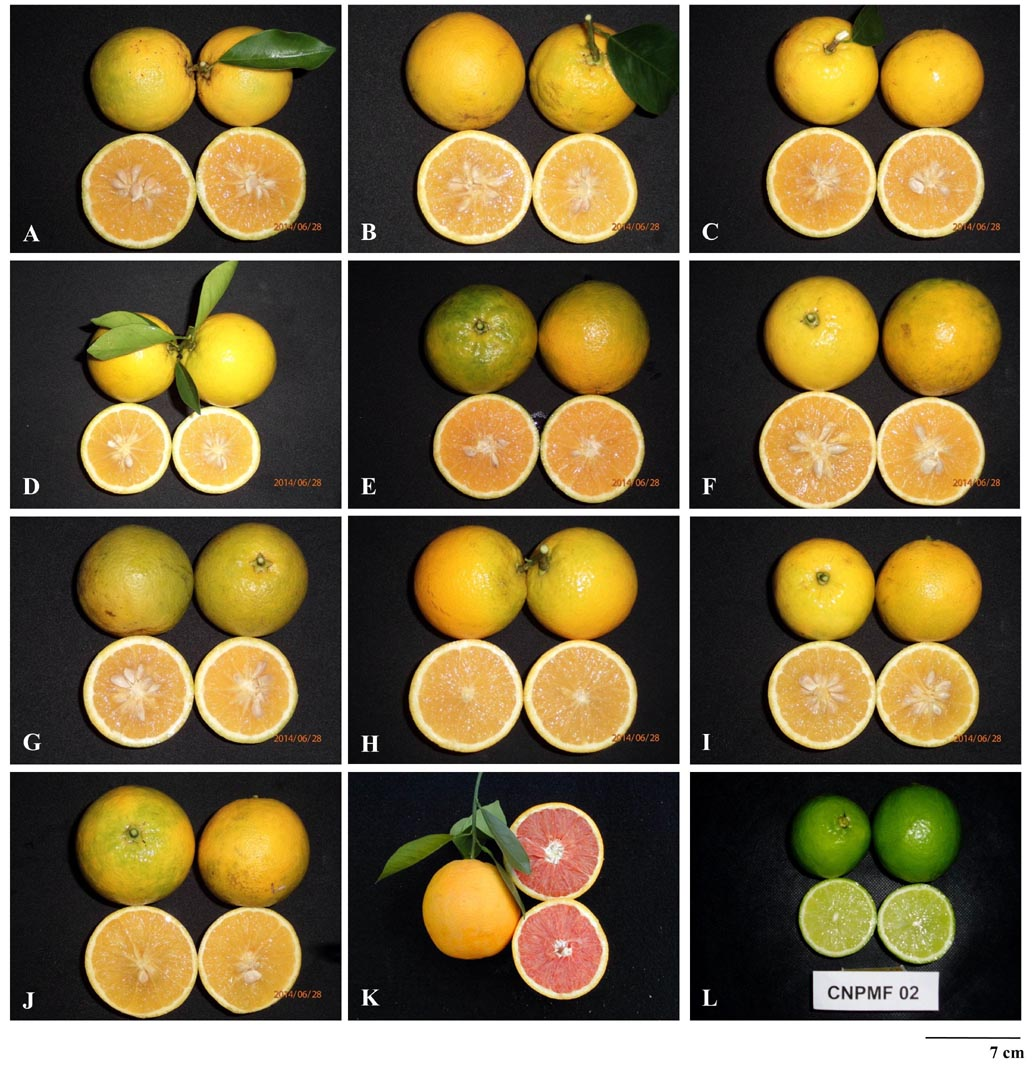
'Jaffa' brésilienne (C) à comparer avec la Blonde (B), 'Salustiana' (H), 'Cara Cara' (K)

Un rapporteur américain (1927) écrit: «Bien que le 'Shamouti' soit considéré comme une seule variété, cela n'est vrai que jusqu'à un certain point dans la mesure où ils se ressemblent en apparence et en forme. Il existe actuellement une variation de type parmi les oranges 'Shamouti'. H. Chapot et M. Nadir (1965) décrivent une  «extrême variation de ses caractéristiques morphologiques». Le fruit moyen-oriental a une taille un peu au-dessus de la moyenne des navels, l'épiderme lisse et écorce relativement peu épaisse, la chair est juteuse et très parfumée tandis qu'au Maroc les fruits  «sont gros à très gros, parfois énormes, à épiderme rugueux, notamment près du calice, à écorce épaisse; la chair est peu juteuse». Ces auteurs sont amenés à décrire divers cultivars de divers climats: Jaffa du Maroc qui provient surtout de Palestine, Jaffa du Portugal, Shamouti du Liban dont Chapot décrit 3 cultivars ('Shamouti Iaffaoui', 'Shamouti Beladi', 'Shamouti Moghrabi') et Khalily white d'Egypte.

### Orange de table
Shamouti est une orange de table. «La shamouti» classique se récolte en pleine saison (janvier-février). La coloration de son jus (50 caroténoïdes) est due à des composés spécifiques: γ-carotène, rubixanthine, cétones sinthaxanthine, lutéine 5,6-monoépoxyde.

## Anthologie
- H.B. Oranges de Jaffa. Science progrès découverte avec la participation du Palais de la découverte. Paris, Dunod 1903[38].

« C’est dans la plaine de Jaffa qu’on se livre à la culture des oranges sur une superficie de 450 à 440 hectares; le nombre des arbres qu’on y trouve dépasse certainement le million, si l’on compte les arbres en rapport et aussi les greffons et les jeunes plants de citronniers à fruits doux qui servent de porte-greffe. C’est depuis une dizaine d’années surtout que les cultures d’orangers sont devenues particulièrement fructueuses en Palestine, grâce à des lignes de navigation directes qui permettent d’expédier rapidement les fruits sur les marchés de grande consommation : tant et si bien que, à un certain moment, on a vu des plantations de moins d’un hectare donner un bénéfice net annuel de 10 000 francs. Ce sont là, du reste, des circonstances exceptionnelles, car si l’orange de Jaffa est réellement supérieure à l’orange d’Espagne, elle se vend toujours plus cher et n’est point à la portée de toutes les bourses. Les vergers de Jaffa ont besoin d’être fort soigneusement irrigués [ ]. En année normale, Jaffa exporte 250 000 à 500 000 caisses d’oranges, ce qui représente une valeur de plus de 2 millions de francs sur le marché d’expédition. »

## Pages connexes
- Orange (fruit), syncarpie, Orange sanguine, Orange sans acidité, oranges blondes, Valencia, Oranger du Portugal.

Oranges réputées pour leur qualité
- Washington navel = Baia, Salustiana, Orange Cara Cara, Ovale calabraise, Orange Fragola, Orange maltaise, Tarocco.

- IGP d'orange : Cítricos Valencianos, Citrinos do Algarve, Arancia rossa di Sicilia.